# 阿拉帕霍縣 (科羅拉多州)
阿拉珀霍縣（英語：Arapahoe County）是美国科羅拉多州東部的一個郡，面積2,086平方公里。根據2020年美國人口普查，共有人口65萬5,070人。縣治利特爾頓（Littleton），最大的城市為奧羅拉（Aurora）。該縣成立於1861年11月1日，是該州最早成立的十七個縣之一。縣名紀念阿拉帕霍人（印第安人的一支）。